# Пираэ
Пираэ (фр. Pirae, таит. Pira'e) — коммуна во Французской Полинезии на северо-западном побережье Таити.

## Географическое положение

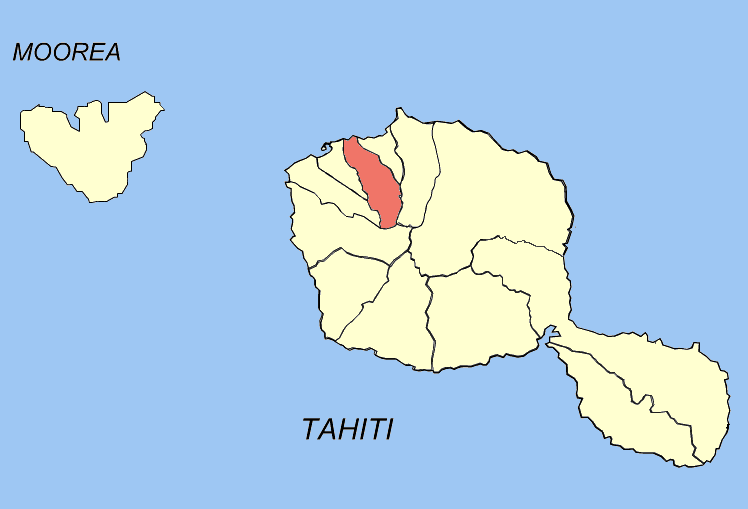

Пираэ — одна из 12 коммун Таити, занимает 9-е место по площади и 4-е по численности населения. Фактически она представляет собой восточный пригород Папеэте. Граничит на западе с коммунами Папеэте и Фаа, на востоке — с Аруэ и Маина. Территория Пираэ зажата между речками Фотоа и Нахоата, текущими со склонов гор Орохена (наивысшая точка Таити — 2241 м) и Аораи (2066 м). Большая часть территории коммуны гориста, для застройки пригодно лишь около 700 га (примерно 20 % площади).

## Администрация
| Период | Период      | Имя              | Партийная принадлежность        |
| ------ | ----------- | ---------------- | ------------------------------- |
| 1965   | 2000        | Гастон Флосс     | Народное объединение            |
| 2001   | 2008        | Эдуар Фрич       | Народное объединение            |
| 2008   | 2014        | Беатрис Вернодон | Полинезия, моя земля, мои корни |
| 2014   | в должности | Эдуар Фрич       | Народное объединение            |

## Население
В 2012 году в коммуне насчитывалось 14 129 жителей. Изменение численности населения известно из переписей, проводящихся в коммуне с 1971 года.
| 1971   | 1977   | 1983   | 1988   | 1996   | 2002   | 2007   | 2012   | 2017   |
| ------ | ------ | ------ | ------ | ------ | ------ | ------ | ------ | ------ |
| 10 960 | 12 070 | 12 023 | 13 366 | 13 974 | 14 435 | 14 475 | 14 129 | 14 209 |

## Достопримечательности
На территории коммуны расположены медицинский центр, центр развития традиционных таитянских ремёсел, ипподром и центр конного спорта.
Здесь же построен крупнейший на Таити футбольный стадион Стад Патер Те Оно Нуи, являющийся домашней ареной для сборной Таити по футболу и нескольких футбольных клубов. Также в городе есть четыре футбольных поля (JT, Pater, Fata’ua, Pirae).